# 水産資源研究所
水産資源研究所（すいさんしげんけんきゅうじょ）は、水産研究・教育機構が擁する研究所の一つ。水産資源の評価・回復・管理のための研究開発を担う。

## 所在地
| 庁舎       | 住所                                   | 部署 |
| ---------- | -------------------------------------- | ---- |
| 横浜庁舎   | 神奈川県横浜市金沢区福浦2-12-4         | 本所 |
| 札幌庁舎   | 北海道札幌市豊平区中の島2条2丁目4番1号 |      |
| 釧路庁舎   | 北海道釧路市桂恋116                    |      |
| 塩釜庁舎   | 宮城県塩釜市新浜町3-27-5               |      |
| 宮古庁舎   | 岩手県宮古市崎山第4地割9-1             |      |
| 八戸庁舎   | 青森県八戸市字鮫町下盲久保25-259       |      |
| 新潟庁舎   | 新潟市中央区水道町1丁目5939-22         |      |
| 清水庁舎   | 静岡県静岡市清水区折戸5-7-1            |      |
| 廿日市庁舎 | 広島県廿日市市丸石2-17-5               |      |
| 長崎庁舎   | 長崎県長崎市多以良町1551-8             |      |

他に12のさけます事業場（徳志別、斜里、伊茶仁、根室、虹別、鶴居、十勝、静内、八雲、尻別、千歳、天塩）がある。

## 研究組織
水産資源の資源評価を行う水産資源研究センターと、さけます資源の回復・管理を目的とするさけます部門に大別され、以下の9部構成となっている。
水産資源研究センター
- 底魚資源部
- 浮魚資源部
- 広域性資源部
- 海洋環境部
- 社会・生態系システム部
- 漁業情報解析部
- 生命情報解析部

さけます部門
- 資源生産部
- 資源増殖部

## 沿革
設立より以前については水産研究・教育機構#沿革を参照。
- 2020年7月20日: 水研機構に属する9研究所を再編し、水産資源研究所として設立。